# Rebecca Ramos
Rebecca Anne Ramos (San Antonio, 26 agosto 1967) è una modella e attrice statunitense.
È stata scelta come  Playboy's Playmate del mese di gennaio 2003. È apparsa in numerosi video di Playboy e su diverse pubblicazioni. È stata la più "anziana" Playmate, avendo avuto 35 anni al momento della pubblicazione nel gennaio 2003
Ramos è la nipote di Henry B. Gonzalez, noto membro del Congresso degli Stati Uniti.